# Tony Persson
Tony Persson, född 10 juni 1959, är en före detta svensk fotbollsspelare. Med tolv matcher för "blågult" är han den spelare i Kalmar FF som spelat flest matcher i landslaget under sin tid i KFF. Allra mest känd är han för sitt avgörande mål borta mot Portugal i VM-kvalet 1982.

## Karriär
Persson spelade i sin ungdom i Kalmar FF. Efter att han flyttats upp i A-laget i slutet av 1970-talet debuterade han i Allsvenskan 1980 och etablerade sig snabbt som ordinarie i laget. Parallellt kom han i blickfånget för landslaget, där han debuterade 1981.
Även om Persson var med och spelade nedflyttningskval från allsvenskan med Kalmar FF 1981 kunde KFF ändå vinna svenska cupen samma år. I finalen satte Persson verkligen avtryck med två målgivande passningar och ett mål. Under hösten kom karriärens höjdpunkt när han gjorde det vinnande målet som en del av kvalet för världsmästerskapet 1982 i en 2–1 seger på bortaplan mot Portugal i Sveriges sista kvalmatch, som inhoppare i slutminuterna. Året efter åkte Kalmar FF ur allsvenskan efter att ha förlorat kvalet mot Gefle IF. Persson följde med Kalmar ned till andradivisionen och hans landslagskarriär var i praktiken över. Sejouren i andradivisionen blev kortvarig, och efter direkt återgång till allsvenskan stannade han kvar i Kalmar FF i ytterligare två år, men användes då oregelbundet.
I början av 1986 flyttade Persson till Göteborgslaget Gais. 1987 var han återigen i cupfinal, som denna gång slutade med förlust mot hans tidigare lag Kalmar FF med 0–2. Efter säsongen 1989, där Gais slutade 3:a i tabellen, avslutade han sin spelarkarriär, efter 94 ligamatcher och 14 mål för GAIS. Sammantaget gjorde han 17 mål på 138 matcher i Allsvenskan. 

## Efter karriären
Efter avslutad spelarkarriär arbetade Persson i styrelsen för Gais.

## Meriter
Kalmar FF
- Svenska cupen 1981